# Contraria contrariis curantur
 Contraria contrariis curantur  лат. (изговор: контрарија контрарис курантур). Супротно се лијечи супротним.

## Другачија изрека
Similia similibus curantur  лат. (изговор: симилија симилибус куратур. Слично се сличним лијечи). 

## Изрека у српском језику
У српском језику се у овом смислу каже:“Клин се клином избија“

## Тумачење
- „Contraria contrariis curantur“,  девиза  алопатске методе лијечења.
- „Similia similibus curantur“, девиза  хомеопатске методе лијечења.

Изреке кажу да се, било сличним, било супротним средствима, болести могу успјешно лијечити.